# Pete Maravich
Peter Press Maravich, detto Pete (Aliquippa, 22 giugno 1947 – Pasadena, 5 gennaio 1988), è stato un cestista statunitense, membro del Naismith Memorial Basketball Hall of Fame dal 1987.
Soprannominato Pistol Pete, era noto per le sue capacità realizzative, la creatività nel gioco e l'abilità nel palleggio, era figlio di Press Maravich, che fu giocatore in NBL e in BAA, oltreché allenatore nella NCAA. Nel 1996 stato inserito nella lista dei 50 migliori giocatori della storia dell'NBA, mentre nel 2005 è stato nominato miglior cestista universitario della storia.
Soprannominato "Pistol Pete", per il punto dal quale faceva partire il tiro, detiene il record di punti realizzati nella NCAA, dove giocò per Louisiana State University, con una media di 44,2 punti a partita quando ancora non esisteva il tiro da tre. Nella NBA ha militato negli Atlanta Hawks, nei New Orleans Jazz (poi Utah Jazz) e infine nei Boston Celtics.

## Carriera

### College
Già famoso per le sue abilità a livello di high school, nel 1966 sceglie di entrare a LSU, perché l'allenatore della squadra è suo padre. Le regole dell'epoca proibiscono alle matricole di giocare nella squadra principale dell'università, così Maravich segna quasi 50 punti a uscita con la squadra delle matricole, che si esibisce prima di quella titolare. Dopo aver assistito alle sue esibizioni, il pubblico torna a casa e non rimane alle partite dei titolari, che del resto nella stagione vincono solo tre partite.
Nei tre anni successivi, Pete segna 44,2 punti a partita, supera i 50 per 28 volte, e realizza un massimo di 69 contro Alabama nel 1970, anno in cui The Sporting News lo nomina giocatore dell'anno e in cui vince il prestigioso Naismith Award. Non vince mai nulla di importante con la squadra, che non è ai suoi livelli. I suoi 3 667 punti, realizzati in soli tre anni e senza il tiro da tre punti, sono ancora oggi record NCAA.

### NBA
Nel 1970 entra nella NBA, con gli Atlanta Hawks: terza scelta assoluta del draft NBA 1970, segna oltre 23 punti a partita nella sua stagione da rookie. Dopo quattro stagioni poco fortunate, passa ai New Orleans Jazz, dove si mette in mostra come uno dei migliori giocatori della lega, con il suo gioco spettacolare fatto di entrate controtempo, passaggi dietro alla schiena, ma anche grande concretezza, con un solido tiro da fuori.
Nel 1977 realizza 68 punti contro i New York Knicks, e vince la classifica realizzatori con 31,1 punti di media. Nominato nel miglior quintetto NBA nel 1976 e nel 1977, chiude la carriera nel 1980, giocando mezza stagione a fianco del giovane Larry Bird nei Boston Celtics.
Il suo grande talento individuale non fu mai premiato da una grande squadra, così chiuse la carriera senza titoli. Con 15 948 punti è al 118º posto nella lista dei giocatori con più punti segnati nella NBA.

## Dopo il ritiro
Ritiratosi per un infortunio alla gamba, diventa molto chiuso e abbraccia religioni e pratiche orientali, dallo yoga e l'induismo, fino a pseudoculti all'ufologia e al macrobiotico, convertendosi infine al Cristianesimo. Il 5 gennaio 1988, mentre gioca una partita nel ginnasio di Pasadena (perché invitato da un giornalista), muore improvvisamente all'età di 40 anni per un infarto. Analisi successive rivelano che in realtà aveva una malattia congenita mai diagnosticata: non aveva l'arteria coronaria sinistra. Queste le parole del suo allenatore all'Università statale della Louisiana: "Quando vedremo un ragazzino con i capelli arruffati e i calzettoni che gli calano che tira un pallone su un campetto avvolto nella semioscurità o nel cortile di casa quando tutti gli altri sono già andati via, ci ricorderemo di Pete".

## Il ricordo
Già inserito nella Basketball Hall of Fame nel 1987, ad oggi ancora il più giovane di sempre, dopo la sua morte gli è stato intitolato il palazzetto dello sport della sua università. Nel 2007 è stata pubblicata la biografia ufficiale definitiva di Pete Maravich, Maravich, scritta da Wayne Federman e Marshall Terrill in collaborazione con la vedova di Pete, Jackie.

## Statistiche
| † | Denota una stagione in cui ha vinto il titolo NBA |
| * | Primo nella lega                                  |
| * | Record                                            |

### NCAA
| Anno      | Squadra    | PG | PT | MP | TC%  | 3P% | TL%  | RP  | AP  | PRP | SP | PP   |
| --------- | ---------- | -- | -- | -- | ---- | --- | ---- | --- | --- | --- | -- | ---- |
| 1967-1968 | LSU Tigers | 26 | -  | -  | 42,3 | -   | 81,1 | 7,5 | 4,0 | -   | -  | 43,8 |
| 1968-1969 | LSU Tigers | 26 | -  | -  | 44,4 | -   | 74,6 | 6,5 | 4,9 | -   | -  | 44,2 |
| 1969-1970 | LSU Tigers | 31 | -  | -  | 44,7 | -   | 77,3 | 5,3 | 6,2 | -   | -  | 44,5 |
| Carriera  | Carriera   | 83 | -  | -  | 43,8 | -   | 77,5 | 6,4 | 5,1 | -   | -  | 44,2 |

### NBA

#### Regular Season
| Anno      | Squadra        | PG  | PT | MP    | TC%  | 3P%  | TL%  | RP  | AP  | PRP | SP  | PP    |
| --------- | -------------- | --- | -- | ----- | ---- | ---- | ---- | --- | --- | --- | --- | ----- |
| 1970-1971 | Atlanta Hawks  | 81  | -  | 36,1  | 45,8 | -    | 80,0 | 3,7 | 4,4 | -   | -   | 23,2  |
| 1971-1972 | Atlanta Hawks  | 66  | -  | 34,9  | 42,7 | -    | 81,1 | 3,9 | 6,0 | -   | -   | 19,3  |
| 1972-1973 | Atlanta Hawks  | 79  | -  | 39,1  | 44,1 | -    | 80,0 | 4,4 | 6,9 | -   | -   | 26,1  |
| 1973-1974 | Atlanta Hawks  | 76  | -  | 38,2  | 45,7 | -    | 82,6 | 4,9 | 5,2 | 1,5 | 0,2 | 27,7  |
| 1974-1975 | Utah Jazz      | 79  | -  | 36,1  | 41,9 | -    | 81,1 | 5,3 | 6,2 | 1,5 | 0,2 | 21,5  |
| 1975-1976 | Utah Jazz      | 62  | -  | 38,3  | 45,9 | -    | 81,1 | 4,8 | 5,4 | 1,4 | 0,4 | 25,9  |
| 1976-1977 | Utah Jazz      | 73  | -  | 41,7* | 43,3 | -    | 83,5 | 5,1 | 5,4 | 1,2 | 0,3 | 31,1* |
| 1977-1978 | Utah Jazz      | 50  | -  | 40,8  | 44,4 | -    | 87,0 | 3,6 | 6,7 | 2,0 | 0,2 | 27,0  |
| 1978-1979 | Utah Jazz      | 49  | -  | 37,2  | 42,1 | -    | 84,1 | 2,5 | 5,0 | 1,2 | 0,4 | 22,6  |
| 1979-1980 | Utah Jazz      | 17  | -  | 30,7  | 41,2 | 63,6 | 82,0 | 2,4 | 3,2 | 0,9 | 0,2 | 17,1  |
| 1979-1980 | Boston Celtics | 26  | 4  | 17,0  | 49,4 | 75,0 | 90,9 | 1,5 | 1,1 | 0,3 | 0,1 | 11,5  |
| Carriera  | Carriera       | 658 | 4  | 37,0  | 44,1 | 66,7 | 82,0 | 4,2 | 5,4 | 1,4 | 0,3 | 24,2  |

#### Playoffs
| Anno     | Squadra        | PG | PT | MP   | TC%  | 3P%  | TL%  | RP  | AP  | PRP | SP  | PP   |
| -------- | -------------- | -- | -- | ---- | ---- | ---- | ---- | --- | --- | --- | --- | ---- |
| 1971     | Atlanta Hawks  | 5  | -  | 39,8 | 37,7 | -    | 69,2 | 5,2 | 4,8 | -   | -   | 22,0 |
| 1972     | Atlanta Hawks  | 6  | -  | 36,5 | 44,6 | -    | 81,7 | 5,3 | 4,7 | -   | -   | 27,7 |
| 1973     | Atlanta Hawks  | 6  | -  | 39,0 | 41,9 | -    | 79,4 | 4,8 | 6,7 | -   | -   | 26,2 |
| 1980     | Boston Celtics | 9  | -  | 11,6 | 49,0 | 33,3 | 66,7 | 0,9 | 0,7 | 0,3 | 0,0 | 6,0  |
| Carriera | Carriera       | 26 | -  | 29,1 | 42,3 | 33,3 | 78,4 | 3,7 | 3,8 | 0,3 | 0,0 | 18,7 |

## Palmarès
Pur non avendo centrato alcun successo di squadra nell'arco della propria carriera, Maravich ha conseguito numerosi riconoscimenti personali. A livello di college, è stato nominato tre volte (1968, 1969, 1970) nell'All-America First Team dalla Associated Press, che lo elegge Player of the Year nel 1970. Nello stesso anno fa incetta di riconoscimenti, vincendo il Naismith College Player of the Year, lo Sporting News Player of the Year e lo United Press International Player of the Year.
Approdato in NBA, viene inserito nell'All-Rookie First Team al termine della sua prima stagione da professionista. Nel 1972-1973 è inserito nell'All-NBA Second Team, riconoscimento che viene bissato nel 1977-1978. Altrettante sono le nomine nell'All-NBA First Team: 1975-1976 e 1976-1977. Maravich ha partecipato a cinque edizioni dell'NBA All Star Game: 1973, 1974, 1977, 1978 e 1979. Al termine della stagione regolare 1976-1977, conquista il riconoscimento di miglior marcatore stagionale.
- Nel maggio 1987, a 39 anni, è stato inserito tra i membri del Naismith Memorial Basketball Hall of Fame: è il più giovane giocatore della storia ad essere stato premiato con tale riconoscimento[6][7].
- Nel 1996, a otto anni di distanza dalla morte, Maravich viene inserito dalla NBA nell'elenco dei 50 migliori giocatori della storia della lega.
- Inserito nel NBA 75th Anniversary Team